# Alfa Centaurídeos
Alfa Centaurídeos são uma chuva de meteoros cujo radiante está localizado próximo da estrela α Centauri, na constelação do Centauro.

## Observação
O fenômeno pode ser observado anualmente entre os dias 28 de janeiro e 21 de fevereiro. A atividade máxima ocorre por volta do dia 8 de fevereiro, quando podem ser observados até 10 meteoros por hora. Esses meteoros atingem a atmosfera terrestre a uma velocidade de 58,2 km/s.